# Jean Durand
Jean Durand (Parigi, 15 dicembre 1882 – Parigi, 10 marzo 1946) è stato un regista e sceneggiatore francese del cinema muto.

## Biografia
Dopo aver lavorato come giornalista e disegnatore. Jean Durand cominciò la carriera di cineasta nel 1908, alla Pathé per passare presto alla Gaumont dove riprese la serie dei Calino (il cui personaggio era interpretato da Clément Mégé) abbandonata dal regista Romeo Bosetti. Con due nuove serie, quella di Zigoto, con Lucien Bataille e, soprattutto, quella di Onésime (con Ernest Bourbon), Durand unì la comica all'assurdo più delirante. La sua troupe di attori (che si erano soprannominati Pouittes) era formata da commedianti come Joaquim Renez o Max Dhartigny, il cantante Raymond Aimos, l'aviatore Charles Nungesser, l'acrobata e domatrice Berthe Dagmar (che, oltretutto, era sua moglie) o il futuro interprete di film di Buñuel e Renoir, Gaston Modot, anticipa Mack Sennett e i suoi Keystone Cops.
Girò i primi western francesi insieme al suo amico Joë Hamman. Durand continuò la sua carriera fino alla fine del muto, nel 1929.

## Filmografia
- Trop crédules - cortometraggio (1908)
- Le Rembrandt de la rue Lepic - cortometraggio (1910)
- Zigoto à la fête - cortometraggio (1911)
- Le Voyage de l'oncle Jules - cortometraggio (1911)
- Les Lions dans la nuit - cortometraggio (1914)